# Lisandra Tena
Lisandra Tena (* 29. März 1987 in Albuquerque, New Mexico) ist eine US-amerikanische Schauspielerin, die vor allem durch ihre Rolle der Lola Guerrero in Fear the Walking Dead bekannt ist.

## Leben und Karriere
Lisandra Tena wurde am 29. März 1987 in Albuquerque, der Hauptstadt des US-Bundesstaates New Mexico, geboren, wo sie auch aufwuchs und ihre Schulausbildung absolvierte. Ihr Schauspielunterricht begann im Jahre 2006 bei Working Classroom in ihrer Heimatstadt Albuquerque, wo sie unter anderem von Ausbildnern von der Yale School of Drama, der Naropa University und dem Tectonic Theater Project trainiert wurde. Nachdem sie von Working Classroom ein Stipendium erhalten hatte, besuchte sie The Theatre School at DePaul University an der genannten DePaul University in Chicago, Illinois. Das dortige Schauspielstudium schloss sie in weiterer Folge magna cum laude mit einem Bachelor of Fine Arts ab. Erste Filmauftritte in nennenswerten Produktionen hatte sie dabei noch während ihrer Zeit in Albuquerque, als sie unter anderem im Spielfilm La Trinchera Luminosa del President Gonzalo unter der Regie von Jim Finn und im Kurzfilm Spinners von Joseph von Stern zu sehen war.
2011 wirkte sie unter anderem am Kurzfilm The Cutback von Lehr Beidelschies als Messerkämpferin mit. Nach ihrem Studienabschluss spielte sie auch auf verschiedenen Bühnen und trat als Darstellerin am Chicagoer Goodman Theatre, der Adventure Stage Chicago oder dem Chicagoer Collaboraction Theatre auf. Im Jahre 2013 wählte sie Chris Jones von der Chicago Tribune in die Top 10 der kommenden Talente der Chicagoer Theaterszene.
Noch im gleichen Jahr arbeitete sie in Zusammenarbeit mit dem MPAACT Theatre an ihrer One-Woman-Show Guera, das am YoSolo Festival in Chicago uraufgeführt wurde. Bis zu diesem Zeitpunkt hatte Tena auch bereits zahlreiche Einsätze in Werbespots oder im Voice-over-Bereich. Im Jahre 2014 spielte sie in zwei aufeinanderfolgenden Episoden von Chicago P.D. den Charakter Lina Ochoa. In der deutschsprachigen Synchronfassung der Serie wurde ihr die Stimme von Sarah Méndez García geliehen. Im gleichen Jahr hatte sie auch Auftritte in den Kurzfilmen Una mujer sin precio 1961 sowie Everything Will Be All Right und war danach wieder weitgehend im Theaterbereich aktiv. Im Juni 2015 war sie ein Fellow des Women’s International Study Centers, an dem sie ihr Stück Guera in Vorbereitung auf eine New-Mexico-Tour bzw. eine große nationale Tour überarbeitete. Ab November 2015 trat sie daraufhin wieder am Goodman Theatre in Octavio Solis’ Stück Mother Road in Erscheinung.
Des Weiteren trat sie in den letzten Jahren des Öfteren als Ausbildnerin im Working Classroom, bei diversen Workshops oder anderen Bereichen in Erscheinung. Um das Jahr 2016 zog Tena nach Kalifornien, wo sie sich in Studio City bei Los Angeles niederließ, aber auch weiterhin Wohnmöglichkeiten in Chicago hat. Seitdem kam sie bereits vermehrt in Film- und Fernsehproduktionen zum Einsatz. Neben einer kurzzeitigen Hauptrolle in der dritten Staffel von Fear the Walking Dead, in der sie nur 5 Episoden auftrat der dritten Staffel und die Rolle der Lola Guerrero besetzte, kam sie im Jahr 2017 auch als Deputy Gonzales im Drama Cowboy Drifter unter der Regie von Michael Lange zum Einsatz.
Weitere Produktionen, an denen sie mitwirkte, die allerdings noch nicht veröffentlicht wurden, sind der Kurzfilm Rain, Rain, der eigentlich bereits im Jahre 2014 fertiggestellt wurde, oder die Miniserie Sex Parties, die sich aktuell (Stand: Januar 2018) in der Postproduktion befindet. Für 2018 ist die Veröffentlichung von Graybeard geplant, zu dem die Arbeiten bereits abgeschlossen wurden.

## Filmografie (Auswahl)
- 2007: La Trinchera Luminosa del President Gonzalo
- 2008: Spinners (Kurzfilm)
- 2011: The Cutback (Kurzfilm)
- 2014: Chicago P.D. (Fernsehserie, 2 Episoden)
- 2014: Una mujer sin precio 1961 (Kurzfilm)
- 2014: Everything Will Be All Right (Kurzfilm)
- 2017: Fear the Walking Dead (5 Episoden)
- 2017: Cowboy Drifter
- 2019: Ernesto's Manifesto
- 2021: All the World Is Sleeping
- 2022: Navy CIS: Der Soldat und das Mädchen (Episode 19x10)
- 2022: Cowboy Drifter